# 朵甘隴答招討司
朵甘隴答招討司，是明朝藏区土司机构名称，在今四川、西藏之间。
明太祖洪武七年（1374年）十二月设置朵甘隴答招討司，治所在今西藏自治区昌都市东北。辖境包括今四川省甘孜藏族自治州西部。朵甘隴答招討司与朝廷保持政治、经济、文化往来，贡使每年进京向朝廷进贡一次，领取朝廷次给的勘合，在四川比号，从雅州（今雅安市）入朝。明宪宗成化年间后，改为三年向明朝进贡一次。招討司的官员依土官袭替的例子承袭。